# Квінт Фульвій Флакк (консул-суффект 180 до н. е.)
Квінт Фульвій Флакк (лат. Quintus Fulvius Flaccus; ? — після 180 до н. е.) — політичний, державний та військовий діяч часів Римської республіки, консул-суфект 180 року до н. е.

## Життєпис
Походив з роду нобілів Фульвіїв Флакків. Син Гнея Фульвія Флакка, претора 212 року до н. е., та Гостилії Кварти. Його батька після поразки від Ганнібала відправлено у вигнання.
Розпочав свою кар'єру у військах. Флакк брав участь у Другій Македонській війні під орудою Тита Квінкція Фламініна. Взимку 198—197 років до н. е. разом з Аппієм Клавдієм Нероном та Квінтом Фабієм вів перемовни з посланцями македонського царя Філіппа V щодо укладання миру. Надалі разом з грецькими союзниками Риму разом з колегами рушив до Риму. Втім римський сенат вирішив продовжити війну. Ймовірно Квінт Фабій брав участь у битві при Кіноскефалах 197 року до н. е., яка вирішила перебіг військової кампанії на користь римлян.
У 189 році до н. е. його обрано плебейським еділом. У 187 році до н. е. став претором. Як провінцію отримав Корсику і Сардинію. У 182 та 181 роках до н. е. виставляв свою кандидатуру на посаду консула, втім програв. У 181 році до н. е. служив легатом при проконсулі Луції Емілії Павлі Македонському, відзначившись у війні з лігурами.
У 180 році до н. е після смерті свого вітчима Гая Кальпурнія Пізона, що був консулом у 180 році до н. е., Квінта Фульвія призначено консулом-суфектом. З часом було виявлено, що мати Фульвія — Гостилія — отруїла свого чоловіка, щоб Флакк став консулом. Незважаючи на визнання Гостилії винною, Квінта Фульвія Флакка не було позбавлено посади.
Під час його каденції почалося повстання лігурійського племені апуани, яким Квінт Фульвій завдав рішучої поразки, діючи самостійно від колеги Авла Постумія Альбіна Луска. Слідом за цим Флакк перевів 7 тисяч апуан на мешкання в область Самніум. Подальша доля невідома.

## Родина
- Гай Фульвій Флакк, консул 134 року до н. е.